# Ixobrychus
Ixobrychus Billberg, 1828 è un genere di uccelli della famiglia degli Ardeidi.

## Tassonomia
Il genere comprende le seguenti specie:
- Ixobrychus involucris (Vieillot, 1823) - tarabusino dorsostriato
- Ixobrychus exilis (J.F.Gmelin, 1789) - tarabusino minore americano
- Ixobrychus minutus (Linnaeus, 1766) - tarabusino
- Ixobrychus dubius Mathews, 1912 - tarabusino australiano
- Ixobrychus novaezelandiae † (Purdie, 1871) - tarabusino dorsonero
- Ixobrychus sinensis (J.F.Gmelin, 1789) - tarabusino cinese
- Ixobrychus eurhythmus (Swinhoe, 1873) - tarabusino orientale
- Ixobrychus cinnamomeus (J.F.Gmelin, 1789) - tarabusino color cannella
- Ixobrychus sturmii (Wagler, 1827) - tarabusino nano africano